# Taxonomie van de steekmuggen
De familie van de steekmuggen (Culicidae) bevat de volgende taxa:
- Onderfamilie Anophelinae Grassi, 1900
  - Geslacht Anopheles Meigen, 1818 (465 soorten)
    - Ondergeslacht Anopheles Meigen,1818
    - Ondergeslacht Baimaia Harbach, Rattanarithikul & Harrison, 2005
    - Ondergeslacht Cellia Theobald, 1902
    - Ondergeslacht Kerteszia Theobald, 1905
    - Ondergeslacht Lophodomyia Antunes, 1937
    - Ondergeslacht Nyssorhynchus Blanchard, 1902
    - Ondergeslacht Stethomyia Theobald, 1902

  - Geslacht Bironella Theobald, 1905 (8 soorten)
    - Ondergeslacht Bironella Theobald, 1905
    - Ondergeslacht Brugella Edwards, 1930
    - Ondergeslacht Neobironella Tenorio, 1977

  - Geslacht Chagasia Cruz, 1906 (5 soorten)
- Onderfamilie Culicinae Meigen, 1818
  - Geslachtengroep Aedeomyiini 
    - Geslacht  Aedeomyia Theobald, 1901

  - Geslachtengroep Aedini Neveu-Lemaire, 1902
    - Geslacht Abraedes Zavortink, 1970 (1 soort, in het zuidwesten van de Verenigde Staten)
    - Geslacht Acartomyia Theobald, 1903 (3 soorten, in de kustgebieden van de Middellandse Zee en gebieden van de voormalige Sovjet-Unie)
    - Geslacht Aedes Meigen, 1818 (12 soorten, in het Nearctisch en Palearctisch gebied)
    - Geslacht Aedimorphus Theobald, 1903 (67 soorten)
    - Geslacht Alanstonea Mattingly, 1960 (2 soorten, in het zuidoosten van Azië)
    - Geslacht Albuginosus Reinert, 1987 (9 soorten, in het Afrotropisch gebied)
    - Geslacht Armigeres Theobald, 1901 (58 soorten)
      - Ondergeslacht Armigeres Theobald, 1901
      - Ondergeslacht Leicesteria Theobald, 1904

    - Geslacht Ayurakitia Thurman, 1954 (2 soorten, in het Oriëntaals gebied)
    - Geslacht Aztecaedes Zavortink, 1972 (1 soort, in Mexico)
    - Geslacht Belkinius Reinert, 1982 (1 soort, in de Filipijnen)
    - Geslacht Bifidistylus Reinert, Harbach & Kitching, 2009 (2 soorten, in het Afrotropisch gebied)
    - Geslacht Borichinda Harbach & Rattanarithikul, 2007 (1 soort, in het noorden van Thailand)
    - Geslacht Bothaella Reinert, 1973 (6 soorten, in het zuidoosten van Azië)
    - Geslacht Bruceharrisonius Reinert, 2003 (8 soorten)
    - Geslacht Cancraedes Edwards, 1929 (10 soorten)
    - Geslacht Catageiomyia Theobald, 1903 (1 soort, in het Afrotropisch gebied)
    - Geslacht Catatassomyia Dyar & Shannon, 1925 (1 soort, in de Filipijnen)
    - Geslacht Christophersiomyia Barraud, 1923 (5 soorten)
    - Geslacht Collessius Reinert, Harbach & Kitching, 2006 (9 soorten)
      - Ondergeslacht Alloeomyia Reinert, Harbach & Kitching, 2008
      - Ondergeslacht Collessius Reinert, Harbach & Kitching, 2006

    - Geslacht Cornetius Huang, 2005 (1 soort)
    - Geslacht Dahliana Reinert, Harbach & Kitching, 2006 (3 soorten in het Palearctisch gebied)
    - Geslacht Danielsia Theobald, 1904 (3 soorten, in het Oriëntaals gebied)
    - Geslacht Dendroskusea Edwards, 1929 (5 soorten, in India en Sri Lanka)
    - Geslacht Diceromyia Theobald, 1911 (14 soorten)
    - Geslacht Dobrotworskyius Reinert, Harbach & Kitching, 2006 (7 soorten, in Australië)
    - Geslacht Downsiomyia Vargas, 1950 (30 soorten)
    - Geslacht Edwardsaedes Belkin, 1962 (3 soorten)
    - Geslacht Elpeytonius Reinert, Harbach & Kitching, 2009 (2 soorten, in sub-Sahara Afrika)
    - Geslacht Eretmapodites Theobald, 1901 (48 soorten, in het Afrotropisch gebied)
    - Geslacht Finlaya Theobald, 1903 (36 soorten)
    - Geslacht Fredwardsius Reinert, 2000 (1 soort)
    - Geslacht Georgecraigius Reinert, Harbach & Kitching, 2006 (3 soorten)
      - Ondergeslacht Georgecraigius Reinert, Harbach & Kitching, 2006
      - Ondergeslacht Horsfallius Reinert, Harbach & Kitching, 2006

    - Geslacht Geoskusea   (10 soorten)
    - Geslacht Gilesius Reinert, Harbach & Kitching, 2006 (1 soort)
    - Geslacht Gymnometopa Coquillett, 1906 (1 soort)
    - Geslacht Haemagogus Williston, 1896 (28 soorten)
      - Ondergeslacht Conopostegus Dyar, 1925
      - Ondergeslacht Haemagogus Williston, 1896

    - Geslacht Halaedes Belkin, 1962 (3 soorten)
    - Geslacht Heizmannia Ludlow 1905 (38 soorten)
      - Ondergeslacht Heizmannia Ludlow 1905
      - Ondergeslacht Mattinglyia Lien, 1968

    - Geslacht Himalaius Reinert, Harbach & Kitching, 2006 (2 soorten, India en Nepal)
    - Geslacht Hopkinsius Reinert, Harbach & Kitching, 2008 (7 soorten)
      - Ondergeslacht Hopkinsius Reinert, Harbach & Kitching, 2008
      - Ondergeslacht Yamada Reinert, Harbach & Kitching, 2008

    - Geslacht Howardina Theobald, 1903 (34 soorten, in het Neotropisch gebied)
    - Geslacht Huaedes Huang, 1968 (3 soorten, in Nieuw-Guinea)
    - Geslacht Hulecoeteomyia Theobald, 1904 (13 soorten)
    - Geslacht Indusius Edwards, 1934 (1 soort, in Pakistan))
    - Geslacht Isoaedes Reinert, 1979 (1 soort, in Thailand)
    - Geslacht Jarnellius Reinert, Harbach & Kitching, 2006 (5 soorten)
    - Geslacht Jihlienius Reinert, Harbach & Kitching, 2006 (3 soorten)
    - Geslacht Kenknightia Reinert, 1990 (12 soorten, in Zuidoost-Azië)
    - Geslacht Kompia Aitkin, 1941 (1 soort)
    - Geslacht Leptosomatomyia Theobald, 1905 (1 soort)
    - Geslacht Levua Stone & Bohart, 1944 (1 soort, in de Fiji-eilanden)
    - Geslacht Lewnielsenius Reinert, Harbach & Kitching, 2006 (1 soort)
    - Geslacht Lorrainea Belkin, 1962 (5 soorten)
    - Geslacht Luius Reinert, Harbach & Kitching, 2008 (1 soort, in China)
    - Geslacht Macleaya Theobald, 1903 (11 soorten)
      - Ondergeslacht Chaetheruiomyia Theobald, 1910
      - Ondergeslacht Macleaya Theobald, 1903

    - Geslacht Molpemyia Theobald, 1910 (3 soorten, in Australië)
    - Geslacht Mucidus Theobald, 1901 (14 soorten)
      - Ondergeslacht Mucidus Theobald, 1901
      - Ondergeslacht Pardomyia Theobald, 1907

    - Geslacht Neomelaniconion Newstead, 1907 (28 soorten)
    - Geslacht Ochlerotatus Lynch Arribalzaga, 1891 (197 soorten)
      - Ondergeslacht Buvirilia Reinert, Harbach & Kitching, 2008
      - Ondergeslacht Chrysoconops Goeldi, 1905
      - Ondergeslacht Culicada Felt, 1904
      - Ondergeslacht Culicelsa Felt, 1904
      - Ondergeslacht Empihals Reinert, Harbach & Kitching, 2008
      - Ondergeslacht Gilesia Theobald, 1903
      - Ondergeslacht Juppius Reinert, Harbach & Kitching, 2009
      - Ondergeslacht Lepidokeneon Reinert, Harbach & Kitching, 2009
      - Ondergeslacht Ochlerotatus Lynch Arribálzaga, 1891
      - Ondergeslacht Pholeomyia Reinert, Harbach & Kitching, 2008
      - Ondergeslacht Protoculex Felt, 1904
      - Ondergeslacht Pseudoskusea Theobald, 1907
      - Ondergeslacht Rusticoidus Shevchenko & Prudkina, 1973
      - Ondergeslacht Woodius Reinert, Harbach & Kitching, 2009

    - Geslacht Ochlerotatus sensu auctorum (69 soorten)
      - Ondergeslacht Coetzeemyia Huang et al, 2010 sensu auctorum
      - Ondergeslacht Finlaya Theobald, 1903 sensu auctorum
      - Ondergeslacht Protomacleaya Theobald, 1907 sensu auctorum

    - Geslacht Opifex Hutton, 1902 (2 soorten)
      - Ondergeslacht Nothoskusea Dumbleton, 1962
      - Ondergeslacht Opifex Hutton, 1902

    - Geslacht Paraedes Edwards, 1934 (8 soorten)
    - Geslacht Patmarksia Reinert, Harbach & Kitching, 2006 (13 soorten)
    - Geslacht Petermattinglyius ) Reinert, Harbach & Kitching, 2006 (5 soorten)
      - Ondergeslacht Aglaonotus Reinert, Harbach & Kitching, 2009
      - Ondergeslacht Petermattinglyius Reinert, Harbach & Kitching, 2009

    - Geslacht Phagomyia Theobald, 1905 (16 soorten)
    - Geslacht Polyleptiomyia Theobald, 1905 (16 soorten)
    - Geslacht Pseudarmigeres Stone & Knight, 1956 (5 soorten)
    - Geslacht Psorophora Robineau-Desvoidy, 1827 (48 soorten)
      - Ondergeslacht Grabhamia Theobald, 1903
      - Ondergeslacht Janthinosoma Lynch Arribálzaga, 1891
      - Ondergeslacht Psorophora Robineau-Desvoidy, 1827

    - Geslacht Rampamyia Reinert, Harbach & Kitching, 2006 (3 soorten)
    - Geslacht Rhinoskusea Edwards, 1929 (4 soorten)
    - Geslacht Sallumia Reinert, Harbach & Kitching, 2008 (2 soorten)
    - Geslacht Scutomyia Theobald, 1904 (9 soorten)
    - Geslacht Skusea Theobald, 1903 (4 soorten)
    - Geslacht Stegomyia Theobald, 1901 (127 soorten)
      - Ondergeslacht Actinothrix Reinert, Harbach & Kitching, 2009
      - Ondergeslacht Bohartius Reinert, Harbach & Kitching, 2009
      - Ondergeslacht Heteraspidion Reinert, Harbach & Kitching, 2009
      - Ondergeslacht Huangmyia Reinert, Harbach & Kitching, 2009
      - Ondergeslacht Mukwaya Reinert, Harbach & Kitching, 2009
      - Ondergeslacht Stegomyia Theobald, 1901
      - Ondergeslacht Xyele Reinert, Harbach & Kitching, 2009
      - Ondergeslacht Zoromorphus Reinert, Harbach & Kitching, 2009

    - Geslacht Tanakaius Reinert, Harbach & Kitching, 2004 (2 soorten)
    - Geslacht Tewarius Reinert, 2006 (4 soorten)
    - Geslacht Udaya Thurman, 1954 (3 soorten)
    - Geslacht Vansomerenis Reinert, Harbach & Kitching, 2006 (3 soorten)
    - Geslacht Verrallina Theobald, 1903 (95 soorten)
      - Ondergeslacht Harbachius Reinert, 1999
      - Ondergeslacht Neomacleaya Theobald, 1907
      - Ondergeslacht Verrallina Theobald, 1903

    - Geslacht Zavortinkius Reinert, 1999 (11 soorten)
    - Geslacht Zeugnomyia Leicester, 1908 (4 soorten)

  - Geslachtengroep Culicini Meigen, 1818
    - Geslacht Culex Linnaeus, 1758 (768 soorten)
      - Ondergeslacht Acalleomyia Leicester, 1908
      - Ondergeslacht Acallyntrum Stone & Penn, 1948
      - Ondergeslacht Aedinus Lutz, 1904
      - Ondergeslacht Afroculex Danilov, 1989
      - Ondergeslacht Allimanta Casal & García, 1968
      - Ondergeslacht Anoedioporpa Dyar, 1923
      - Ondergeslacht Barraudius Edwards, 1921
      - Ondergeslacht Belkinomyia Adames & Galindo, 1973
      - Ondergeslacht Carrollia Lutz, 1905
      - Ondergeslacht Culex Linnaeus, 1758
      - Ondergeslacht Culiciomyia Theobald, 1907
      - Ondergeslacht Eumelanomyia Theobald, 1909
      - Ondergeslacht Kitzmilleria Danilov, 1989
      - Ondergeslacht Lasiosiphon Kirkpatrick, 1925
      - Ondergeslacht Lophoceraomyia Theobald, 1905
      - Ondergeslacht Maillotia Theobald, 1907
      - Ondergeslacht Melanoconion Theobald, 1903
      - Ondergeslacht Micraedes Coquillett, 1906
      - Ondergeslacht Microculex Theobald, 1907
      - Ondergeslacht Neoculex  Dyar, 1905
      - Ondergeslacht Nicaromyia González Broche & Rodríguez R., 2001
      - Ondergeslacht Oculeomyia Theobald, 1907
      - Ondergeslacht Phenacomyia Harbach & Peyton, 1992
      - Ondergeslacht Phytotelmatomyia Rossi & Harbach, 2008
      - Ondergeslacht Sirivanakarnius Tanaka, 2004
      - Ondergeslacht Tinolestes llett, 1906

    - Geslacht Deinocerites Theobald, 1901 (18 soorten)
    - Geslacht Galindomyia Stone & Barreto, 1969 (1 soort)
    - Geslacht Lutzia Theobald, 1903 (8 soorten)
      - Ondergeslacht Insulalutzia Tanaka, 2003
      - Ondergeslacht Lutzia Theobald, 1903
      - Ondergeslacht Metalutzia Tanaka, 2003

  - Geslachtengroep Culisetini Belkin, 1962
    - Geslacht Culiseta Felt, 1904 (37 soorten)
      - Ondergeslacht Allotheobaldia Brolemann, 1919
      - Ondergeslacht Austrotheobaldia Dobrotworsky, 1954
      - Ondergeslacht Climacura Howard, Dyar & Knab, 1915
      - Ondergeslacht Culicella Felt, 1904
      - Ondergeslacht Culiseta Felt, 1904
      - Ondergeslacht Neotheobaldia Dobrotworsky, 1958
      - Ondergeslacht Theomyia Edwards, 1930

  - Geslachtengroep Ficalbiini Belkin, 1962
    - Geslacht Ficalbia Theobald, 1903 (18 soorten)
    - Geslacht Mimomyia Theobald, 1903 (45 soorten)
      - Ondergeslacht Etorleptiomyia Theobald, 1904
      - Ondergeslacht Ingramia Edwards, 1912
      - Ondergeslacht Mimomyia Theobald, 1903 

  - Geslachtengroep Hodgesiini 
    - Geslacht Hodgesia Theobald, 1904

  - Geslachtengroep Mansoniini 
    - Geslacht Coquillettidia Dyar, 1905
    - Geslacht Mansonia Blanchard, 1901

  - Geslachtengroep Orthopodomyiini Belkin, Heinemann & Page, 1970
    - Geslacht Orthopodomyia Theobald, 1904 (35 soorten)

  - Geslachtengroep Sabethini Blanchard, 1905
    - Geslacht Isostomyia Coquillett, 1906
    - Geslacht Johnbelkinia Zavortink, 1979
    - Geslacht Kimia Vu Duc Huong & Harbach, 2007
    - Geslacht Limatus Theobald, 1901
    - Geslacht Malaya Leicester, 1908
    - Geslacht Maorigoeldia Edwards
    - Geslacht Onirion Harbach & Peyton, 2000
    - Geslacht Runchomyia Theobald
      - Ondergeslacht Ctenogoeldia Edwards, 1930
      - Ondergeslacht Runchomyia Theobald, 1903

    - Geslacht Sabethes Robineau-Desvoidy, 1827
      - Ondergeslacht Davismyia 
      - Ondergeslacht Peytonulus 
      - Ondergeslacht Sabethes 
      - Ondergeslacht Sabethinus 
      - Ondergeslacht Sabethoides 

    - Geslacht Shannoniana Lane & Cerqueira
    - Geslacht Topomyia Leicester, 1908
      - Ondergeslacht Suaymyia 
      - Ondergeslacht Topomyia 

    - Geslacht Trichoprosopon Theobald, 1901
    - Geslacht Tripteroides Giles, 1904
      - Ondergeslacht Polylepidomyia 
      - Ondergeslacht Rachionotomyia 
      - Ondergeslacht Rachisoura 
      - Ondergeslacht Tricholeptomyia 
      - Ondergeslacht Tripteroides 

    - Geslacht Wyeomyia Theobald
      - Ondergeslacht Antunesmyia 
      - Ondergeslacht Caenomyiella 
      - Ondergeslacht Cruzmyia 
      - Ondergeslacht Decamyia 
      - Ondergeslacht Dendromyia 
      - Ondergeslacht Dodecamyia 
      - Ondergeslacht Exallomyia 
      - Ondergeslacht Hystatomyia 
      - Ondergeslacht Menolepis 
      - Ondergeslacht Miamyia 
      - Ondergeslacht Nunezia 
      - Ondergeslacht Phoniomyia 
      - Ondergeslacht Prosopolepis 
      - Ondergeslacht Spilonympha 
      - Ondergeslacht Triamyia 
      - Ondergeslacht Wyeomyia 
      - Ondergeslacht Zinzala 

  - Geslachtengroep Toxorhynchitini Lahille, 1904
    - Geslacht Toxorhynchites Theobald, 1901
      - Ondergeslacht Toxorhynchites Theobald, 1901
      - Ondergeslacht Afrorhynchus Ribeiro, 1992
      - Ondergeslacht Ankylorhynchus Lutz, 1904
      - Ondergeslacht Lynchiella Lahille, 1904

  - Geslachtengroep Uranotaeniini Lahille, 1904
    - Geslacht Uranotaenia Lynch Arribalzaga, 1891
      - Ondergeslacht Pseudoficalbia Theobald, 1912
      - Ondergeslacht Uranotaenia Lynch Arribálzaga